# ISO 3166-2:GS
ISO 3166-2:GS is een ISO-standaard met betrekking tot de zogenaamde geocodes. Het is een subset van de ISO 3166-2 tabel, die specifiek betrekking heeft op de Zuid-Georgië en de Zuidelijke Sandwicheilanden. Voor de Zuid-Georgië en de Zuidelijke Sandwicheilanden kunnen hiermee de deelgebieden op het hoogste niveau worden gedefinieerd.
De gegevens werden tot op 26 november 2018 geüpdatet op het ISO Online Browsing Platform (OBP). Er worden geen deelgebieden gedefinieerd.